# باتريك فان دن برينك
باتريك فـان دن برينك هو سياسي هولندي، ولد في 6 نوفمبر 1967. نشط حزبياً في حزب النداء الديمقراطي المسيحي. وقد انتخب عمدة هولندي ‏.